# Cölestin Böhm

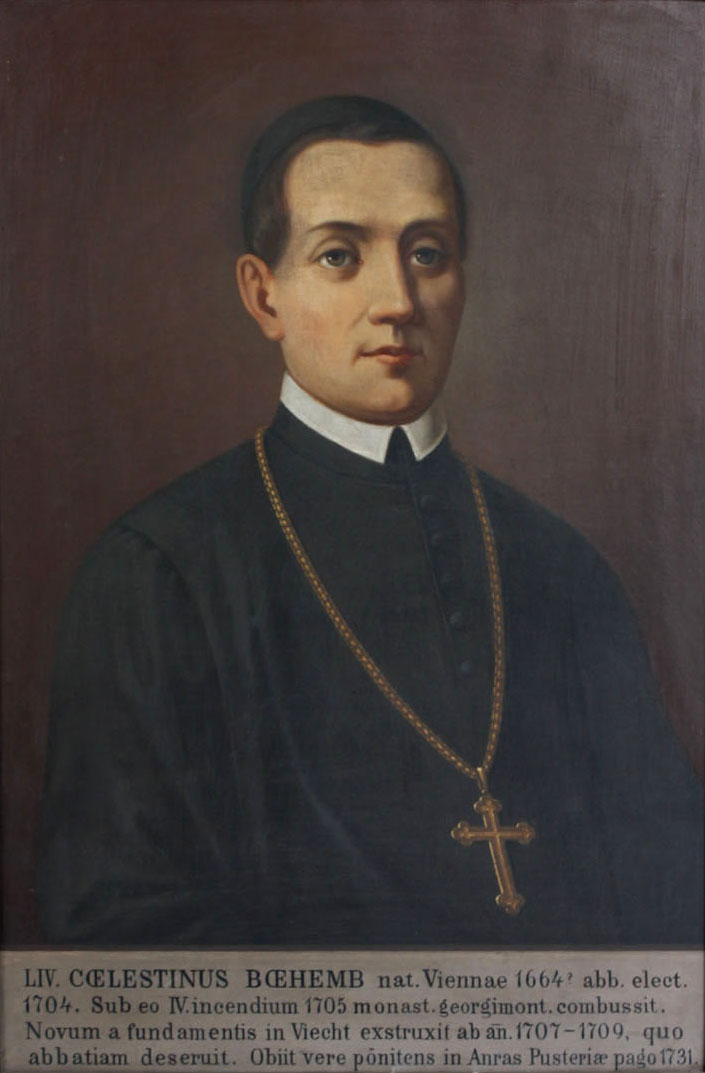
Abt Cölestin Böhm, Ölgemälde von Josef Öfner, 2. Hälfte des 19. Jahrhunderts

Cölestin Böhm OSB (* um 1664 in Wien als Augustin Böhm; † 17. Dezember 1731 in Anras) war ein österreichischer katholischer Geistlicher. Von 1704 bis 1709 war er Abt des Stiftes St. Georgenberg-Fiecht in Tirol.

## Leben
Vor seinem Eintritt ins Kloster war Böhm Offizier im Geniekorps der Kaiserlichen Armee. Am 2. Juni 1704 wurde er zum Abt gewählt. Nachdem bei einem verheerenden Brand 1705 das Kloster St. Georgenberg zerstört worden war, ließ er es, wie schon im 17. Jahrhundert angedacht, ins Inntal verlegen und in Fiecht neu bauen. Dafür entwarf er selbst den Bauplan für eine weitläufige, prachtvolle Stiftsanlage. Während des Baus verschwand er 1709 spurlos mit Geldern des Klosters. Der Bau stockte daraufhin für viele Jahre und konnte erst 1744 vollendet werden. Böhm ließ sich unter dem Namen „Adolf von Krummbach“ in Bamberg nieder, wo er auch geheiratet haben soll. 1726 gab er sich dem Abt von St. Michael in Bamberg zu erkennen und kehrte 1730 unter Reue nach Tirol zurück. Der Brixner Fürstbischof Kaspar Ignaz von Künigl brachte ihn in Anras unter, wo er unerkannt und büßend bis zu seinem Tod lebte.
Cölestin Böhms Leben wurde von Martin Spörr in der Oper Der Abt von Fiecht verarbeitet, die 1914 uraufgeführt wurde.